# Jílové u Prahy
Jílové u Prahy là một thị trấn thuộc huyện Praha-západ, vùng Středočeský, Cộng hòa Séc.